# Estadio Heraclio Tapia
Estadio Heraclio Tapia – stadion piłkarski w Huánuco, w Peru. Został otwarty w 1972 roku. Obiekt może pomieścić 20 000 widzów. Swoje spotkania rozgrywa na nim drużyna León Huánuco.